# Eubaptinos
Eubaptinos (Eubaptini) é uma tribo de coleópteros da subfamília Bruchinae.

## Sistemática
- Ordem Coleoptera
  - Subordem Polyphaga
    - Infraordem Cucujiformia
      - Superfamília Chrysomeloidea
        - Família Chrysomelidae
          - Subfamília Bruchinae
            - tribo Eubaptini
              - Gênero Eubaptus